# Enigma (film 1991)
Enigma – albański film fabularny z roku 1991 w reżyserii Spartaka Pecaniego, na podstawie powieści Ismaila Kadare – E krehura.

## Opis fabuły
Albana jest utalentowaną 12-letnią uczennicą szkoły baletowej. Ciężka choroba zmusza ją do wyjazdu na leczenie do Rzymu. Między nią, a włoskim lekarzem, który nią się opiekuje zawiązuje się uczucie przyjaźni. Albanie nie uda się pokonać choroby, a lekarz sam siebie obciąża winą za jej śmierć.

## Obsada
- Ndriçim Xhepa jako lekarz
- Albana Kristo jako Albana
- Lazër Filipi
- Liza Vorfi